# Billy Elliot - The Musical
Billy Elliot the Musical é um musical baseado no filme Billy Elliot de 2000. A música é de Elton John, e o livro e letras são de Lee Hall, que escreveu o roteiro do filme. O enredo gira em torno de Billy, que quer ser bailarino contra a vontade do pai; a história de sua luta pessoal e realização tem como fundo o conflito de sua família e vizinhança, causados pela greve dos mineiros britânicos (1984-1985), em County Durham, no nordeste da Inglaterra. O roteiro de Hall foi inspirado em parte pelo romance de AJ Cronin, de 1935, sobre a greve de mineiros, e canção The Stars Look Down, que é a abertura do musical presta homenagem ao livro.
O musical estreou em Londres no West End em 2005, e foi nomeado para nove Laurence Olivier Award, vencendo quatro, incluindo Melhor Novo Musical. A produção ainda está em execução fortemente, e seu sucesso levou a produções na Austrália, Broadway e ao redor do mundo. Em Nova York, ganhou dez Tony Awards e dez Drama Desk Award, incluindo, em cada caso, o de Melhor Musical. Ele também já ganhou inúmeros prêmios na Austrália, incluindo sete Helpmann Awards.
A gravação ao vivo do musical foi lançado em DVD e Blu-Ray em 24 de Novembro de 2014 no Reino Unido.
Em 2019 estreou no Brasil a versão brasileira oficial do espetáculo protagonizada por Pedro Souza, Richard Marques e Tiago Fernandis no papel título, Carmo Dalla Vecchia como Jack Elliot, Beto Sargentelli como Tony Elliot e Vanessa Costa como Sra.Wilkinson.

## Enredo

### Ato I
No Condado de Durham , entre 1984-1985, a greve dos mineiros de carvão está apenas começando ("The Stars Look Down"). , Billy de onze anos de idade, é obrigado a ficar para trás depois de sua aula de boxe e acaba entrando em uma aula de balé executada pela Sra Wilkinson. Ele é o único menino, mas sente-se atraído pela graça da dança ("Shine"). O segredo está é facilmente mantido, como a única pessoa em casa no momento é sua avó. Ela revela sua relação abusiva com seu marido morto e que ela também gostava de dançar, o que fez tudo melhor ("Grandma's Song").
Enquanto seu irmão, pai, e os vizinhos estão em greve e confronto com a polícia, Billy continua a ter aulas de dança, mantendo em segredo de sua família ("Solidarity"), um número que intercala a realidade violenta da greve com a pacífica prática do balé.
Finalmente, o Sr. Elliot descobre Billy na aula de balé e proíbe-o de frequentar as aulas. Sra Wilkinson, que reconhece o talento de Billy, sugere em segredo que ele deve fazer um teste para o Royal Ballet School, em Londres. Para se preparar para a audição, ela oferece aulas particulares grátis. Billy não é certo do que fazer e visita o seu melhor amigo Michael para ouvir um conselho. Ele encontra Michael usando um vestido. Ele convence Billy para se divertir com ele vestindo-se com roupas de mulher e os dois debocham das inibições restritivas da classe trabalhadora de sua comunidade ("Expressing Yourself").
Billy chega para sua primeira aula de balé particular trazendo com ele coisas para inspira-lo numa dança especial para a audição ("Dear Billy (Mum's Letter)"). Ele começa a aprender e se tornar apegado com a Sra Wilkinson, enquanto ele desenvolve uma dança impressionante para sua audição ("Born to Boogie"). A filha de Sra. Wilkinson, Debbie, tenta desencorajar Billy, porque ela tem uma queda por ele. Enquanto isso, o pai e Tony, irmão de Billy, estão envolvidos em batalhas diárias com a polícia de choque, que muitas vezes se tornam sangrentas. Eles lutam para sustentar sua família com muito pouco entre a greve e a união, uma tarefa difícil que se prolonga por quase um ano.
Quando o dia da audição Royal Ballet School vem, a polícia está entrando no bairro e Tony é ferido pela polícia. Porque Billy não tinha indo para audição por causa do confronto, a Sra. Wilkinson vai para a casa de Elliot. Lá, a família de Billy e alguns membros da comunidade se reuniram. Ela é forçada a revelar que esteve ensinado Billy a dançar balé em preparação para o dia de hoje. Esta notícia perturba o pai de Billy e Tony, que entram em uma discussão com a senhora Wilkinson. Tony tenta forçar Billy a dançar em cima da mesa na frente de todos. A polícia chega e, quando todo mundo foge, Billy grita para seu pai dizendo que sua mãe teria o deixado dançar, mas seu pai se recusa a aceitar, dizendo que, "sua mãe está morta!". Billy fica irado ("Angry Dance"), e por quase um ano, fica longe de qualquer coisa relacionada ao balé.

### Ato II
Seis meses mais tarde, na mostra anual da mineradora no Natal, as crianças fazem um show depreciativo à primeira-ministra Margaret Thatcher, que é vista como a vilã pelos mineiros de carvão ("Happy Christmas, Maggie Thatcher"). O pai de Billy fica bêbado e canta uma canção antiga que provoca lembranças de sua falecida esposa e que faz o homem normalmente estoico cair em lágrimas ("Deep Into the Ground"). Deixado sozinho com Billy no Centro Comunitário, Michael revela que ele tem sentimentos por ele, mas Billy explica que o fato de que ele gosta de balé não significa que ele é gay. Michael dá-lhe um beijo na bochecha. Michael tenta fazer com que Billy dance para ele, mas Billy é triste e apenas diz-lhe para sair.
Michael se afasta, mas deixa um leitor de música em execução. Billy sente vontade de dançar pela primeira vez desde o dia da audição e dança durante o sonho de ser um bailarino  ("Swan Lake"). Desconhecido para Billy, seu pai chega e vê-lo dançar. Tomado pela emoção, o pai vai até a casa de Sra. Wilkinson para discutir o destino de Billy como um dançarino. Ela confirma o talento de Billy, mas não tem certeza se ele iria ou não entrar no Royal Ballet School. Sra. Wilkinson oferece para ajudar a pagar a viagem a Londres para a audição, mas o Sr. Elliot se recusa. Ele tem orgulho de ser da classe trabalhadora e ver a mineração como futuro para os meninos.
Sr. Elliot decide que a única maneira de ajudar Billy é retornar ao trabalho. Quando Tony vê seu pai inclinando a deixar Billy dançar, ele fica furioso e os dois discutem sobre o que é mais importante: a união dos mineiros ou ajudar Billy alcançar seu sonho ("He Could Be A Star"). A questão é resolvida quando e Billy é atingido acidentalmente. Um dos mineiros castiga por colocar Billy na luta e diz que o importante é cuidar da criança. Um por um, os mineiros dão dinheiro para ajudar a pagar a viagem para a audição, mas Billy ainda não tem o suficiente para a passagem de ônibus para Londres. Os doadores da greve chegam e lhe oferecem dinheiro. Um Tony enfurecido tenta evitar sua doação, mas ninguém mais fala em seu apoio. Agora drenado de esperança, Tony tristemente pondera se tudo não valeu para nada, e foge.
Billy e seu pai chegam na Royal Ballet School para a audição. Enquanto o Sr. Elliot espera lá fora, um londrino rico destaca o contraste entre os Elliot e as famílias dos outros candidatos. Sr. Elliot conhece um dançarino com um sotaque do Norte. O dançarino confessa que "o seu pai não suportar sua carreira balé." Ele aconselha vivamente o Sr. Elliot a cuidar do seu menino. Billy nervosamente termina a audição com a sensação de que ele não se saiu bem. Quando ele guarda seu equipamento, ele permite que a emoção o domine e ele dá um empurrão no outra dançarina que estava tentando confortá-lo. A comissão de audição lembra Billy dos rígidos padrões da escola. Eles recebem uma carta entusiasmada da Sra. Wilkinson explicando a fundo a situação de Billy, e eles pedem-lhe para descrever o que se sente quando dança. Billy responde com uma declaração sincera de sua paixão ("Electricity").
Voltando a Durham, os Elliots retomam a vida, mas os tempos estão difíceis e os mineiros estão numa cozinha comunitária para garantir que todos estão alimentados. Eventualmente, Billy recebe uma carta da escola e, oprimido e com medo, informa sua família que ele foi aceito. Tony recupera a carta do caixote do lixo e descobre que seu irmão foi aceito. Ao mesmo tempo, o sindicato dos mineiros cede; eles perderam a greve. Billy visita a Sra. Wilkinson na aula de dança para agradecê-la por tudo que ela fez para ajudá-lo. Debbie fica triste porque Billy vai deixá-la.
Billy arruma suas coisas para a viagem para a escola e diz adeus ao que em breve será mineiros desempregados que estão retornando infelizes para o trabalho ("Once We Were Kings"). Billy diz adeus à sua mãe morta, que muitas vezes o visita em sua imaginação ("Dear Billy (Billy's Reply)"). Michael chega a dizer adeus e Billy dá-lhe um beijo na bochecha. Billy leva sua mala e sai para o seu futuro sozinho.
Todo o elenco volta para o palco e chama Billy de volta para comemorar o futuro brilhante à sua frente ("Finale").

## Números musicais
Ato I
- "O Stars Look Down" - Elenco
- "Shine" - bailarinas, Sra. Wilkinson & Sr. Braithwaite
- "Grandma's Song" - avó
- "Solidarity" - bailarinas, Billy, Sra. Wilkinson, mineiros e polícia
- "Expressing Yourself" - Billy, Michael e Elenco
- "he Letter (Mum's Letter)" - Sra. Wilkinson, mãe e Billy
- "Born to Boogie" - Sra. Wilkinson, Billy, eo Sr. Braithwaite
- "Angry Dance" - Billy & Elenco masculino

 
|
Ato II
- "Happy Christimas, Maggie Thatcher" - Tony e grevistas
- "Deep Into the Ground" - Jackie
- "Swan Lake" - Billy novo e Billy velho
- "He Could Be a Star" - Jackie e Tony (chamado de "He Could Go and He Could Shine" nas produções norte-americanas)
- "Electricity"- Billy
- "Once We Were Kings" - Elenco
- "The Letter (Billy's Reply)" - Mamãe e Billy
- Finale - Elenco

 
|}

### Instrumentação

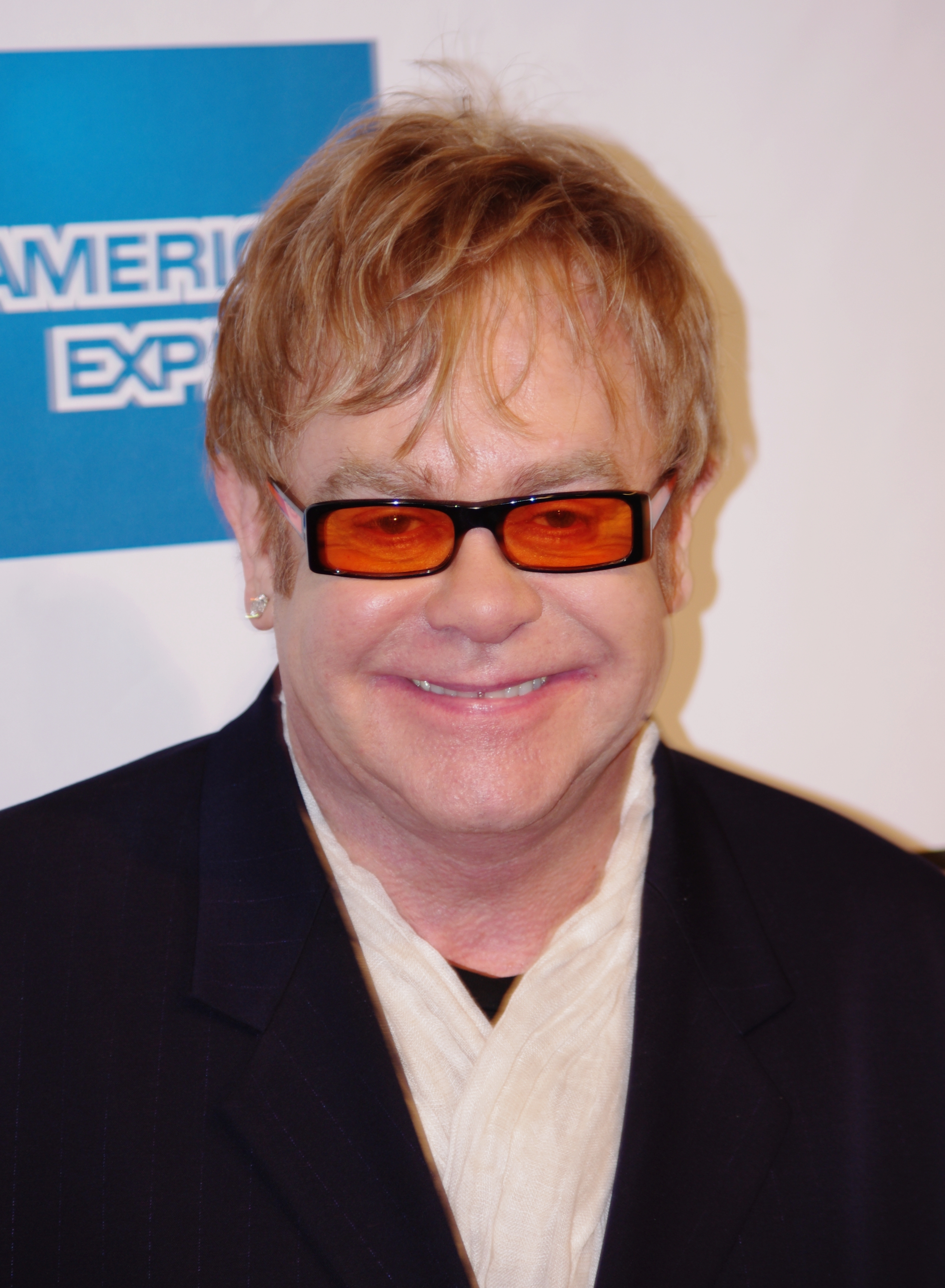
Elton John, compositor de Billy Elliot em 2011

A instrumentação para Billy Elliot exige uma grande orquestra. A produção original da Broadway tinha dezessete músicos. Para está orquestra foi necessário dois teclados, baixo, bateria, percussão, guitarra, quatro instrumentos de sopros, três trompetes, duas trompas e dois trombones. Quase todos os músicos tocam dois ou mais instrumentos. Os tecladista tocam o sintetizador, violonistas no Variax, e baixistas com o baixo fretless. Os trombetistas tocam corneta. Os trombonistas tocam euphonium. As duplicações de sopro variam dependendo do local. Na produção original de West End não havia um único jogador de sopro que tocou no flautim, flauta, clarinete e saxofone. A produção da Broadway teve quatro sopranistas. O primeiro tocou flautim, flauta, clarinete e saxofone. O segundo na flauta, clarinete e sax alto. O terceiro no clarinete e sax tenor. O quarto no clarinete, clarinete baixo e sax tenor. A produção de Chicago tinha as mesmas duplicações da Broadway, mas omitiu a quarta parte dos sopros. A versão da turnê tem dois sopranistas. O primeiro toca na flauta e sax tenor. O segundo no clarinete e sax alto.

## Elencos Originais
O elenco original de West End, da Broadway, do filme ao vivo e da produção brasileira de 2019: 
| Character             | Original Elenco de Londres                       | Elenco Original da Broadway              | Billy Elliot Live! | Elenco Original Brasil (2019)               |
| --------------------- | ------------------------------------------------ | ---------------------------------------- | ------------------ | ------------------------------------------- |
| Billy Elliot          | Liam Mower James Lomas George Maguire            | Kiril Kulish David Álvarez Trent Kowalik | Elliott Hanna      | Pedro Sousa Tiago Fernandes Richard Marques |
| Mrs. Wilkinson        | Haydn Gwynne                                     | Haydn Gwynne                             | Ruthie Henshall    | Vanessa Costa                               |
| Pai                   | Tim Healy                                        | Gregory Jbara                            | Deka Walmsley      | Carmo Dalla Vecchia                         |
| Tony Elliot           | Joe Caffrey                                      | Santino Fontana                          | Chris Grahamson    | Beto Sargentelli                            |
| Avó                   | Ann Emery                                        | Carole Shelley                           | Ann Emery          | Inah de Carvalho                            |
| Mr. Braithwaite       | Steve Elias                                      | Thommie Retter                           | David Muscat       | André Luiz Odin                             |
| George                | Trevor Fox                                       | Joel Hatch                               | Howard Crossley    | Marcelo Nogueira                            |
| Mãe                   | Stephanie Putso                                  | Leah Hocking                             | Claudia Bradley    | Sara Sarres                                 |
| Billy Elliot (adulto) | Issac James                                      | Stephen Hanna                            | Liam Mower         | Guilherme Pivetti                           |
| Michael Caffrey       | Ryan Longbottom Ashley Luke Lloyd Brad Kavanagh  | David Bologna Frank Dolce                | Zach Atkinson      | Paulo Gomes Felipe Costa Tavinho Canalle    |
| Debbie Wilkinson      | Lucy Stephenson Emma Hudson Brooke Havana Bailey | Erin Whyland                             | Demi Lee           | Helô Aquino Luisa Bresser                   |

## Prêmios e Indicações

### Original Produção de Londres
| Ano  | Cerimônia               | Categoria                             | Nomeação                                   | Resultado |
| ---- | ----------------------- | ------------------------------------- | ------------------------------------------ | --------- |
| 2006 | Laurence Olivier Awards | Melhor Novo Musical                   | Melhor Novo Musical                        | Venceu    |
| 2006 | Laurence Olivier Awards | Melhor Ator em Musical                | James Lomas, George Maguire and Liam Mower | Venceu    |
| 2006 | Laurence Olivier Awards | Melhor Atriz em Musical               | Haydn Gwynne                               | Indicado  |
| 2006 | Laurence Olivier Awards | Melhor Ator Coadjuvante em Musical    | Tim Healy                                  | Indicado  |
| 2006 | Laurence Olivier Awards | Melhor Direção                        | Stephen Daldry                             | Indicado  |
| 2006 | Laurence Olivier Awards | Melhor Coreografia                    | Peter Darling                              | Venceu    |
| 2006 | Laurence Olivier Awards | Melhor Design de Sete                 | Ian McNeil                                 | Indicado  |
| 2006 | Laurence Olivier Awards | Melhor Design de Iluminação           | [Rick Fisher                               | Indicado  |
| 2006 | Laurence Olivier Awards | Melhor Design de Som                  | Paul Arditti                               | Venceu    |
| 2013 | Laurence Olivier Awards | Audience Award para Show Mais Popular | Audience Award para Show Mais Popular      | Venceu    |

### Original Produção da Broadway
| Ano  | Cerimônia                  | Categoria                          | Nomeação                                    | Resultado                                                                             |
| ---- | -------------------------- | ---------------------------------- | ------------------------------------------- | ------------------------------------------------------------------------------------- |
| 2009 | Drama Desk Award           | Melhor Musical                     | Melhor Musical                              | Venceu                                                                                |
| 2009 | Drama Desk Award           | Melhor Libreto                     | Lee Hall                                    | Venceu                                                                                |
| 2009 | Drama Desk Award           | Melhor Ator em Musical             | Gregory Jbara                               | Venceu                                                                                |
| 2009 | Drama Desk Award           | Melhor Atriz em Musical            | Haydn Gwynne                                | Venceu                                                                                |
| 2009 | Drama Desk Award           | Melhor Direção em Musical          | Stephen Daldry                              | Venceu                                                                                |
| 2009 | Drama Desk Award           | Melhor Coreografia                 | Peter Darling                               | Venceu                                                                                |
| 2009 | Drama Desk Award           | Melhores Orquestrações             | Martin Koch                                 | Venceu                                                                                |
| 2009 | Drama Desk Award           | Melhor Música                      | Elton John                                  | Venceu                                                                                |
| 2009 | Drama Desk Award           | Melhor Iluminação                  | Rick Fisher                                 | Venceu                                                                                |
| 2009 | Drama Desk Award           | Melhor Design de Som               | Paul Arditti                                | Venceu                                                                                |
| 2009 | Outer Critics Circle Award | Melhor Novo Musical da Broadway    | Melhor Novo Musical da Broadway             | Venceu                                                                                |
| 2009 | Outer Critics Circle Award | Melhor Nova Música                 | Melhor Nova Música                          | Venceu                                                                                |
| 2009 | Outer Critics Circle Award | Melhor Ator em Musical             | Gregory Jbara                               | Venceu                                                                                |
| 2009 | Outer Critics Circle Award | Melhor Atriz em Musical            | Haydn Gwynne                                | Venceu                                                                                |
| 2009 | Outer Critics Circle Award | Melhor Atriz em Musical            | Carole Shelley                              | Indicado                                                                              |
| 2009 | Outer Critics Circle Award | Melhor Direção de Musical          | Stephen Daldry                              | Venceu                                                                                |
| 2009 | Outer Critics Circle Award | Melhor Coreografia                 | Peter Darling                               | Venceu                                                                                |
| 2009 | Outer Critics Circle Award | Melhor Figurino                    | Nicky Gillibrand                            | Indicado                                                                              |
| 2009 | Outer Critics Circle Award | Melhor Design de Iluminação        | Rick Fisher                                 | Venceu                                                                                |
| 2009 | Outer Critics Circle Award | Melhor Design de Sete              | Ian MacNeil                                 | Indicado                                                                              |
| 2009 | Outer Critics Circle Award | Special Achievement Award          | David Álvarez, Trent Kowalik e Kiril Kulish | Venceu                                                                                |
| 2009 | Theatre World Award        | Theatre World Award                | David Álvarez, Trent Kowalik e Kiril Kulish | Venceu                                                                                |
| 2009 | Tony Award                 | Melhor Musical                     | Melhor Musical                              | Venceu                                                                                |
| 2009 | Tony Award                 | Melhor Libreto de Musical          | Lee Hall                                    | Venceu                                                                                |
| 2009 | Tony Award                 | Melhor Trilha Sonora Original      | Lee Hall e Elton John                       | Indicado                                                                              |
| 2009 | Tony Award                 | Melhor Ator Principal em Musical   | David Álvarez, Trent Kowalik e Kiril Kulish | Venceu                                                                                |
| 2009 | Tony Award                 | Melhor Ator Coadjuvante em Musical | David Bologna                               | Indicado                                                                              |
| 2009 | Tony Award                 | Melhor Ator Coadjuvante em Musical | Gregory Jbara                               | Venceu                                                                                |
| 2009 | Tony Award                 | Melhor Atriz Principal em Musical  | Haydn Gwynne                                | Indicado                                                                              |
| 2009 | Tony Award                 | Melhor Atriz Principal em Musical  | Carole Shelley                              | Indicado                                                                              |
| 2009 | Tony Award                 | Melhor Direção em Musical          | Stephen Daldry                              | Venceu                                                                                |
| 2009 | Tony Award                 | Melhor Coreografia                 | Peter Darling                               | Venceu                                                                                |
| 2009 | Tony Award                 | Melhores Orquestrações             | Martin Koch                                 | Venceu                                                                                |
| 2009 | Tony Award                 | Melhor Design de Iluminação        | Rick Fisher                                 | Venceu                                                                                |
| 2009 | Tony Award                 | Melhor Figurino                    | Nicky Gillibrand                            | Indicado                                                                              |
| 2009 | Tony Award                 | Melhor Design de Som               | Paul Arditti                                | Venceu                                                                                |
| 2009 | Tony Award                 | Young Artist Award                 | Melhor Elenco de Musical da Broadway        | David Álvarez, Trent Kowalik, Kiril Kulish, David Bologna, Frank Dolce e Erin Whyland |

### Original Produção Australiana
| Ano  | Cerimônia             | Categoria                           | Nomeação                                                                              | Resultado |
| ---- | --------------------- | ----------------------------------- | ------------------------------------------------------------------------------------- | --------- |
| 2008 | Helpmanns             | Melhor Musical                      | Melhor Musical                                                                        | Venceu    |
| 2008 | Helpmanns             | Melhor Ator em Musical              | Rhys Kowsakowski, Rarmian Newton, Nick Twiney e Lochlan Denholm                       | Venceu    |
| 2008 | Helpmanns             | Melhor Atriz em Musical             | Genevieve Lemon                                                                       | Venceu    |
| 2008 | Helpmanns             | Melhor Ator Coadjuvante em Musical  | Linal Haft                                                                            | Indicado  |
| 2008 | Helpmanns             | Melhor Atriz Coadjuvante em Musical | Lola Nixon                                                                            | Indicado  |
| 2008 | Helpmanns             | Melhor Direção em Musical           | Stephen Daldry                                                                        | Venceu    |
| 2008 | Helpmanns             | Melhor Coreografia                  | Peter Darling                                                                         | Venceu    |
| 2008 | Helpmanns             | Melhor Design de Set                | Ian McNeil                                                                            | Indicado  |
| 2008 | Helpmanns             | Melhor Design de Iluminação         | Rick Fisher                                                                           | Venceu    |
| 2008 | Helpmanns             | Melhor Regência                     | Stephen Amos                                                                          | Venceu    |
| 2008 | Helpmanns             | Melhor Design de Som                | Paul Arditti                                                                          | Indicado  |
| 2007 | Sydney Theatre Awards | Melhor Produção Musical             | Melhor Produção Musical                                                               | Venceu    |
| 2007 | Sydney Theatre Awards | Melhor Ator em Musical              | Rhys Kowsakowski, Rarmian Newton, Nick Twiney e Lochlan Denholm                       | Venceu    |
| 2007 | Sydney Theatre Awards | Melhor Atriz em Musical             | Genevieve Lemon                                                                       | Venceu    |
| 2008 | Green Room Awards     | Melhor Musical Produção             | Melhor Musical Produção                                                               | Venceu    |
| 2008 | Green Room Awards     | Melhor Ator em Musical              | Rhys Kowsakowski, Dayton Tavares, Michael Dameski, Joshua Denyer e Joshua Weiss Gates | Venceu    |
| 2008 | Green Room Awards     | Melhor Ator em Musical              | Richard Piper                                                                         | Indicado  |
| 2008 | Green Room Awards     | Melhor Atriz em Musical             | Genevieve Lemon                                                                       | Venceu    |
| 2008 | Green Room Awards     | Melhor Ator Coadjuvante             | Thomas Doherty, Landen Hale-Brown, Joel Slater e Liam Dodds                           | Venceu    |
| 2008 | Green Room Awards     | Melhor Ator Coadjuvante             | Mike Smith                                                                            | Indicado  |
| 2008 | Green Room Awards     | Melhor Direção                      | Stephen Daldry                                                                        | Venceu    |
| 2008 | Green Room Awards     | Melhor Coreografia                  | Peter Darling                                                                         | Venceu    |
| 2008 | Green Room Awards     | Melhor Design de Set                | Ian McNeil                                                                            | Indicado  |
| 2008 | Green Room Awards     | Melhor Design de Iluminação         | Rick Fisher                                                                           | Venceu    |
| 2008 | Green Room Awards     | Melhor Regência                     | Stephen Amos                                                                          | Venceu    |
| 2008 | Green Room Awards     | Melhor Figurino                     | Nicky Gillibrand                                                                      | Indicado  |

### Original Produção Coreana
| Ano  | Cerimônia             | Categoria                  | Nomeação                                          | Resultado |
| ---- | --------------------- | -------------------------- | ------------------------------------------------- | --------- |
| 2010 | Korean Musical Awards | Melhor Musical Estrangeiro | Melhor Musical Estrangeiro                        | Venceu    |
| 2010 | Korean Musical Awards | Melhor Ator Novo           | Se-Yong Kim, Ji-Myung Lee, Jin-ho Jung e Sunu Lim | Venceu    |
| 2010 | Korean Musical Awards | Melhor Atriz Coadjuvante   | Young-Joo Chung                                   | Venceu    |

## Ver Também
- Aida
- O Rei Leão (musical)